# Flavoparmelia
Flavoparmelia es un género de hongos liquenizados foliáceos de la familia Parmeliaceae conocidos comúnmente como líquenes de escudo verde.  El género, ampliamente distribuido, contiene 22 especies.  Fue circunscrito por el liquenólogo estadounidense Mason Hale en 1986 para contener 17 antiguas especies de Pseudoparmelia con lóbulos anchos, ácido úsnico en la corteza e isolichenano en las paredes celulares.

## Especies
A continuación se presentan las 22 especies clasificadas dentro del género según el Catálogo de la vida.
- Flavoparmelia caperata (L.) Hale (1986)
- Flavoparmelia caperatula (Nyl.) Elix, O.Blanco & A.Crespo (2010)
- Flavoparmelia citrinescens (Gyeln.) O.Blanco, A.Crespo & Elix (2010)
- Flavoparmelia diffractaica Elix y J. Johnst. (1988)
- Flavoparmelia euplecta (Stirt.) Hale (1986)
- Flavoparmelia ferax (Müll.Arg.) Hale (1986)
- Flavoparmelia haysomii (CWDodge) Hale (1986)
- Flavoparmelia haywardiana Elix y J. Johnst. (1988)
- Flavoparmelia helmsii (Kurok. & Filson) Hale (1986)
- Flavoparmelia kantvilasii Elix (1993)  – Nueva Gales del Sur
- Flavoparmelia marchantii Elix, O.Blanco & A.Crespo (2005)  – Australia
- Flavoparmelia norfolkensis Elix & Streimann (1989)  – Isla Norfolk
- Flavoparmelia plicata Aptroot & M.Cáceres (2014)  – Brasil
- Flavoparmelia proeupecta Elix y J. Johnst. (1988)
- Flavoparmelia rutidota (Hook.f. & Taylor) Hale (1986)
- Flavoparmelia scabrosina Elix y J. Johnst. (1988)
- Flavoparmelia secalonica Elix y J. Johnst. (1988)
- Flavoparmelia soredians (Nyl.) Hale (1986)
- Flavoparmelia springtonensis (Elix) Hale (1986)
- Flavoparmelia subambigua (Hale) O.Blanco, A.Crespo & Elix (2010)
- Flavoparmelia succinprotocetrarica Elix & J. Johnst. (1988)
- Flavoparmelia virensica Elix, O.Blanco & A.Crespo (2010)